# Darren Maatsen
Darren Maatsen (Vlaardingen, 30 gennaio 1991) è un calciatore olandese, attaccante dell'Excelsior Maassluis.